# Nacaduba carnania
Nacaduba carnania är en fjärilsart som beskrevs av Hans Fruhstorfer 1916. Nacaduba carnania ingår i släktet Nacaduba och familjen juvelvingar. Inga underarter finns listade i Catalogue of Life.